# Cadillac Man
Cadillac Man este un film american de comedie din 1990 regizat de Roger Donaldson. Rolurile principale au fost interpretate de actorii Robin Williams și Tim Robbins. Filmul este distribuit de Orion Pictures și a avut premiera la 18 mai 1990.

## Prezentare
Vânzătorul de mașini din Queens, Joey O'Brien (Robin Williams), trebuie să facă față presiunilor din ce în ce mai mari din viața sa:  fosta sa soție îi cere pensie alimentară, fiica sa care a plecat de acasă, o amantă căsătorită (Fran Drescher) și o amantă necăsătorită (Lori Petty), ambele foarte îndrăgostite de el, de asemenea are un termen limită de două zile pentru a vinde douăsprezece mașini sau își va pierde slujba. În plus, a împrumutat bani de la un gangster pe care trebuie să-i dea înapoi rapid sau își va pierde viața.
În ziua programată pentru a vinde toate mașinile (și ultima zi pentru O'Brien dacă nu va vinde douăsprezece mașini), toți oamenii aflați în dealer-ul auto sunt luați ostatici de către Larry, un motociclist (Tim Robbins) înarmat cu un AK-47, care crede că soția sa (Annabella Sciorra) îl înșeală. Joey reușește să vorbească cu Larry și îl convinge să nu facă rău nimănui, în timp ce poliția înconjoară clădirea. După ce eliberează toți ostatici, cei doi, Larry  și Joey O'Brien, ies afară. Fără să știe că arma atacatorului nu mai este încărcată, poliția îl împușcă pe Larry și apoi îl areszează. Criza rezolvă toate problemele lui Joey: amantele sale află de existența celeilalte, fiica sa se întoarce, slujba lui este sigură, mafiotul (al cărui fiu a fost printre ostatici) îi iartă datoria și el începe să se împace cu fosta sa soție.

## Distribuție
- Robin Williams ca Joey O'Brien, vânzător de mașini
- Tim Robbins ca Larry
- Pamela Reed ca Tina
- Annabella Sciorra ca Donna, doția lui Larry
- Fran Drescher ca Joy Munchack, amanta căsătorită a lui Joey
- Zack Norman ca Harry Munchack
- Lori Petty ca Lila, amanta necăsătorită a lui Joey
- Paul Guilfoyle ca Little Jack Turgeon
- Judith Hoag ca Molly
- Lauren Tom ca Helen, fata de la restaurantul cantonez
- Elżbieta Czyżewska ca soția sovieticului
- Gary Howard Klar ca Detectiv  Walters

## Primire
Filmul nu a fost un succes la box office.